# Yves Henry (haut fonctionnaire)
Pour les articles homonymes, voir Yves Henry et Henry.
Yves Henry né le 27 février 1938 à Quimperlé, (France), est un haut fonctionnaire français. Comme préfet des Ardennes, il s'est particulièrement investi sur la reconversion des zones industrielles en friche, et sur les inondations de la Meuse (fleuve) et de l'Aisne (rivière).

## Parcours initial
Fils d'un contrôleur des Postes, il fait ses études secondaires à Audierne, Quimper puis Rennes, puis étudie à la faculté des lettres et sciences humaines de Rennes. Agrégé de géographie, il poursuit son cursus à  l'institut d'études politiques de Paris.
Il enseigne ensuite, pendant une dizaine d'années, de 1962 à 1971, en Normandie et en Bretagne.

## Haut fonctionnaire
Il rentre ensuite à l'ENA, de 1971 à 1973, promotion François Rabelais, et y côtoie, entre autres, Yvan Blot, François Léotard, Laurent Fabius, Daniel Bouton, et Philippe Jaffré.
Son parcours passe ensuite par différentes administrations, à Paris et en province.
Au ministère de l'Éducation nationale, il est successivement administrateur civil affecté au Ministère du Travail et de la Santé, mais mis à disposition du Ministère de l'Éducation, chef de bureaux Diper 2 et 3 (Division des personnels de l'administration), en 1973 et 1974. Puis chef du département de la coordination des matières de formation et de politique de personnel enseignant et d'éducation, en 1974 et 1975.
Il revient ensuite dans l'Ouest, comme chargé de mission à la préfecture des Pays de la Loire, et professeur de finances publiques à l'institut régional d'administration de Nantes, ne quittant pas encore totalement son lien avec le domaine de l'éducation et de la formation.
En 1979, il est à nouveau affecté dans l'administration centrale en tant que chargé de mission au cabinet de Joël Le Theule, ministre des transports, de 1979 à 1980, domaine bien différent.
Peu de temps avant l'arrivée de la gauche au pouvoir, il passe dans la préfectorale, comme sous-préfet ou secrétaire général de préfecture, à Belley, puis à la préfecture des Côtes-du-Nord, à Briey (Meurthe-et-Moselle), à la préfecture de la Somme, et à la préfecture de Meurthe-et-Moselle. C'est l'époque de la mise en place de la décentralisation, les lois Gaston Defferre.

## Préfet de Saint-Pierre et Miquelon puis préfet des Ardennes
Le 11 juin 1992, il accède à la fonction de préfet et est nommé préfet de Saint-Pierre-et-Miquelon,. Un archipel un peu à la dérive, gagné par une certaine langueur, où une part significative de la population active est fonctionnaire, et où le préfet s'emploie à rechercher des axes de développement économique supplémentaires, au-delà de la pêche.
Puis, le 31 décembre 1993, il devient préfet des Ardennes. Il s'y s'installe le 17 février 1994.
Il est confronté à un département agricole au sud et industriel au nord, cette activité industrielle souffrant économiquement, que ce soit dans le secteur textile ou le secteur métallurgique. Ces activités sont profondément ancrées dans la mémoire collective des populations vivant dans la vallée de la Meuse, malgré des impacts environnementaux souvent critiquables (mais ce thème de l'environnement n'est pas forcément considéré à l'époque comme majeur par l'administration, surtout lorsqu'il peut contrarier localement l'emploi). Une mutation et une diversification s'imposent. Yves Henry plaide pour le développement du tourisme et pour une reconversion des friches industrielles, de nature à attirer de nouveaux investisseurs et à changer l'image de ce territoire.
Il participe en 1994 aux travaux d'une commission d'enquête de l'Assemblée nationale présidée par un élu du département, Philippe Mathot et consacrée aux crues et inondations. Il y met en avant les besoins d'informations des populations ainsi que les caractéristiques de la vallée hercynienne de la Meuse, où une crue simultanée des affluents de la Meuse, la Chiers, la Bar, la Vence et la Sormonne a systématiquement pour conséquence une crue «remontante» de ce fleuve. Mais cette enquête n'empêche pas une nouvelle crue fin janvier 1995. C'est la sixième inondation en douze ans, soit une moyenne d'une tous les deux ans. Des quartiers de Charleville-Mézières, comme le quartier d'Arches, de Sedan, de Givet , etc. sont complètement inondés.
« Les crues de l'Aisne et de la Meuse sont qualifiées de catastrophes naturelles, pourtant les inondations ne sont pas à ranger dans le même tiroir que la plupart des cataclysmes climatiques ; car les fleuves ont toujours prévenu les hommes de leurs débordements », écrit l'ardennais Jacques Lambert après cette nouvelle catastrophe. Et de poursuivre : « En effet, ils ont délimité un lit mineur qu'ils occupent le plus souvent et un lit majeur qu'ils envahissent en période de crues. Mais l'homme ne tient pas compte de ce lit majeur : il le colonise, le cultive, le remblaie, le construit et l'équipe, et crie à l'eau quand cette dernière arrive immanquablement ».

## Parcours complémentaire
En 1997, il devient préfet hors-cadre, Pierre Baraton lui succédant dans les Ardennes. Il est nommé Directeur du cabinet du président du Conseil Économique et Social.
En 2002, il est chargé de mission à l'Inspection générale de l'administration. Le 28 février 2003, il est admis à faire valoir ses droits à la retraite.

## Récompenses et distinctions

### Décorations
- Chevalier de la Légion d'honneur
- Officier de l'ordre national du Mérite
- Officier de l'ordre du Mérite agricole

Yves Henry a été élevé au grade d'officier de l'Ordre national du Mérite le 14 novembre 2000, d'Officier de l'Ordre du Mérite agricole, et de chevalier de la Légion d'honneur.